# Crowleymass
«Crowleymass» es un sencillo lanzado en 1987 por el grupo inglés Current 93 liderado por el exmiembro de Psychic TV, David Tibet. Crowleymass apareció originalmente en formato vinilo de 12 pulgadas a través de la discográfica Maldoror y fue relanzado con la adición de la canción “I Arise” en 1997 en formato CD por el sello Durtro, propiedad de Tibet.
Integrado por cuatro canciones, este disco contó con la colaboración de los islandeses Hilmar Örn Hilmarsson y el guitarrista Guðlaugur Kristinn Óttarsson, la ex Strawberry Switchblade Rose McDowell, J. Sen y Nyarlathotep's Idiot Flute Players.
Con una orientación más bailable, respecto a trabajos anteriores de Current 93, Crowleymass es un lanzamiento muy particular y es considerado como un objeto de culto por parte de los seguidores del rock gótico/industrial.

## Lista de canciones (disco 12”)
Lado 1:

1. “Crowleymass”

Lado 2:

1. “As for the Other Side (Christmassacre)”
2. “Crowleymass (Mix Mix Mix)”

## Lista de canciones (CD)
1. “Crowleymass”
2. “As for the Other Side (Christmassacre)”
3. “Crowleymass (Mix Mix Mix)”
4. “I Arise”